# Didier Tarquin
Didier Tarquin (ur. 20 stycznia 1967 w Tulonie) – francuski rysownik komiksów.
Dorastał w algierskim mieście Tukkurt. Komiksem zainteresował się po powrocie do Francji. Ukończył szkołę plastyczną w Aix-en-Provence.
Debiutował w 1990 roku albumem „Les Maléfices d’orient” według scenariusza Mourada Boudjelala. Prawdziwą karierę rozpoczął po nawiązaniu współpracy ze Scotchem Arlestonem, który zaproponował mu rysowanie serii „Lanfeusta z Troy”.

## Komiksy

### Seria Röq
Scenariusz Béatrice Avossa
1. La Prospère magnifique. (1992)
2. Le Prince creux. (1993)

### Uniwersum Troy
Scenariusz Scotch Arleston

#### Cykl Lanfeust z Troy
1. Kość Magohamota. (L’ivoire du Magohamoth. 1994)
2. Thanos Pirat. (Thanos l’incongru. 1995)
3. Zamek Or Azur. (Castel Or-Azur. 1996)
4. Odsiecz z Eckmul. (Le paladin d’Eckmül. 1996)
5. Wizja wieszczka. (Le frisson de l’Haruspice. 1997)
6. Cesarzowa C’ixi. (Cixi impératrice. 1998)
7. Fetaury umierają w ukryciu. (Les pétaures se cachent pour mourir. 1999)
8. Mityczna bestia. (La bête fabuleuse. 2000)

#### Cykl Lanfeust w kosmosie
1. Ich... czworo. (Un, deux... Troy. 2001)
2. Wieże Meirrionu. (Les tours de Meirrion. 2003)
3. Piaski Abraxaru. (Les sables d’Abraxar. 2004)
4. Wysysacze światów. (Les buveurs de mondes. 2004)
5. W poszukiwaniu bakterii. (La chevauchée des bactéries. 2005)
6. Zdrada pirata. (Le râle du flibustier. 2006)
7. Tajemnica Dolfantów. (Le secret des Dolphantes. 2007)
8. Krew komet. (Le sang des comètes. 2008)

#### Brzdące z Troy
1. Brzdące z Troy. (Gnomes de Troy. 2000)